# فيسكور (أين)
فيسكور (بالفرنسية: Vescours)‏ هي بلدية فرنسية تقع في إقليم الأين في فرنسا. رمز إنسي لها هو:1437. أما الرمز البريدي لها فهو: 1560.